# Marató de Berlín
La marató de Berlín és una marató que se celebra de forma anual des de 1974 a la ciutat de Berlín, capital d'Alemanya, per cobrir els 42,195 quilòmetres de la prova. Aquesta competició és una de les sis proves de les  Grans Maratons del Món (World Marathon Majors), competició internacional que reagrupa, des de 2006, les 5 grans maratons del món (Nova York, Boston, Chicago, Londres i Berlín) i des del 2013 també inclou la Marató de Tòquio.

## Història

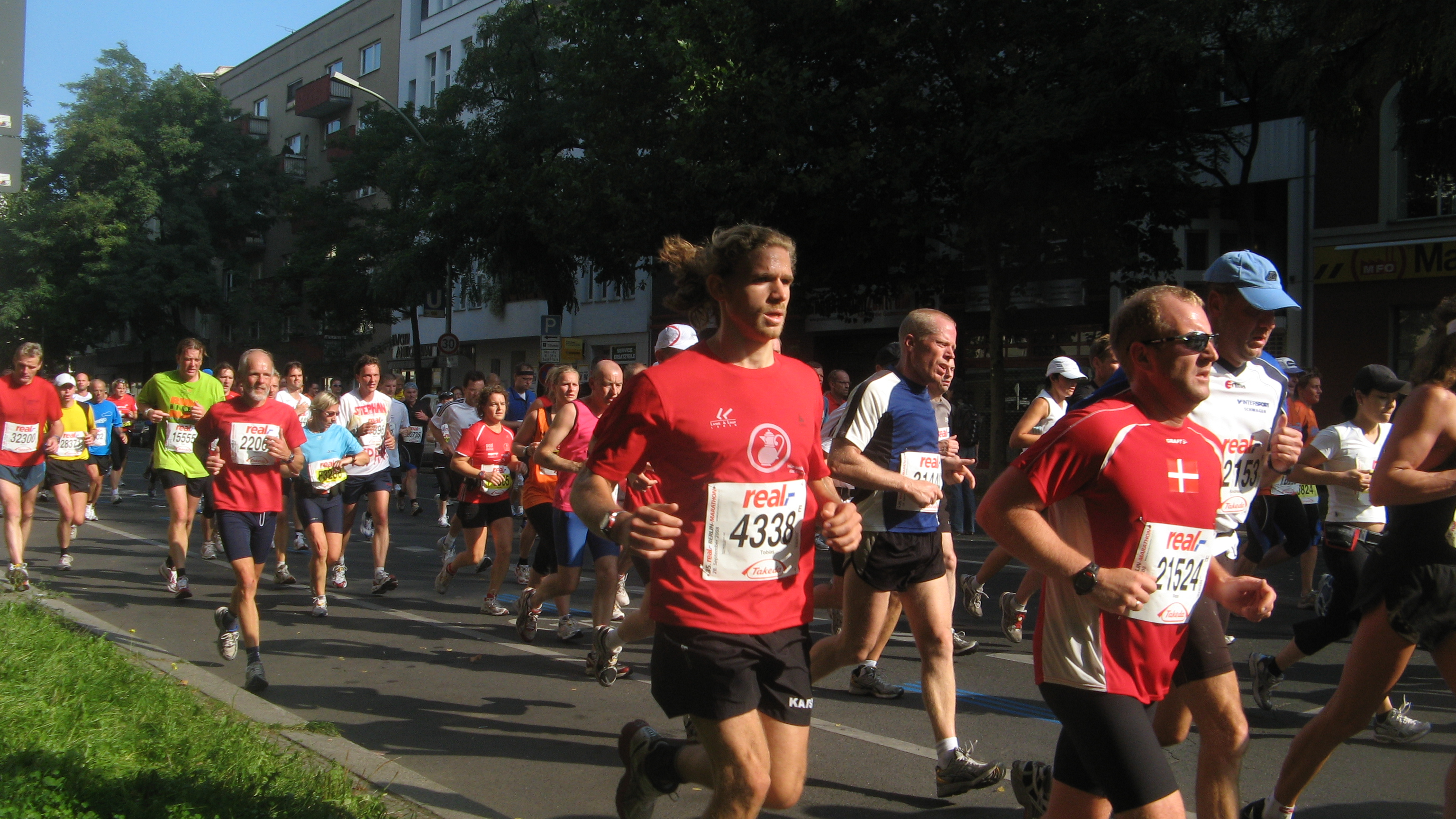
Marató de Berlín, edició de 2008

La primera marató de Berlín es va celebrar el 1974 comptant amb la participació de 286 corredors. El 27 de setembre de 1981 el recorregut de la cursa va discórrer, per primera vegada, a través de les principals vies i avingudes de Berlín Oest, amb sortida al Reichstag i arribada al Kurfürstendamm. El 1985 es van registrar més de 10.000 corredors, concretament 11.814 participants. El 30 de setembre de 1990, només 3 dies abans de la data de la Reunificació d'Alemanya 25.000 atletes van creuar la Porta de Brandenburg, llavors integrada en el que va ser el Mur de Berlín. La prova va ser guanyada, en la versió masculina per Steve Moneghetti amb un crono de 2h 08m 16s i en la seva versió femenina per l'alemanya Uta Pippig. El 1998 es va aconseguir el rècord de participants, 28.000 atletes.
El traçat de la marató de Berlín és considerat pels especialistes com molt ràpid, la qual cosa afavoreix aconseguir bones marques. El 2001, la japonesa Naoko Takahashi es va convertir en la primera dona a baixar de la barrera dels 2 h 20m, amb un temps de 2h 19m 46. En la categoria masculina, les millors marques recents les han aconseguit el kenyà Paul Tergat (2h 04m 55s en 2003), i l'etíop Haile Gebrselassie, qui va establir un nou rècord del món en l'edició de 2008 amb 2h 03m 59s.
En l'edició de 2011, el kenyà Patrick Makau Musyoki va guanyar la cursa i va establir un nou rècord del món amb 2h 03m 38s, superant en 21 segons el rècord de Haile Gebrselassie que havia aconseguit en l'edició de 2008. Dos anys més tard, al l'edició de 2013, el kenyà Wilson Kipsang Kiprotich va superar el rècord del món i va establir un temps de 2h 03m 23s.
El 2014 el kenià Dennis Kimetto ba batre el rècord del món amb un temps de 2h 2m 57s, per sota de les dues hores i tres minuts i trencant l'anterior rècord de l'any anterior, en mans del seu compatriota, Wilson Kipsang.
El 2016 l'etíop Kenenisa Bekele guanyà la marató amb un crono de 2h03’03” quedant-se a només sis segons de del récord del món que tenia el kenià Dennis Kimetto des del 2014.
També hi ha altres categories representades en la marató: patins, monopatí, i fins i tot una minimarató per als més joves (4,2195 km).

## Palmarès
| Data                   | Guanyador                               | Nacionalitat | Registre                    | Ref.  |
| ---------------------- | --------------------------------------- | ------------ | --------------------------- | ----- |
| 13 d'octubre de 1974   | Günter Hallas                           | Alemanya     | 2h 44m 53s                  |       |
| 28 de setembre de 1975 | Ralf Bochröder                          | Alemanya     | 2h 47m 08s                  |       |
| 26 de setembre de 1976 | Ingo Sensburg                           | Alemanya     | 2h 23m 08s                  |       |
| 10 de setembre de 1977 | Günter Mielke                           | Alemanya     | 2h 15m 19s                  |       |
| 3 de setembre de 1978  | Michael Spöttel                         | Alemanya     | 2h 20m 03s                  |       |
| 30 de setembre de 1979 | Ingo Sensburg                           | Alemanya     | 2h 21m 09s                  |       |
| 28 de setembre de 1980 | Ingo Sensburg                           | Alemanya     | 2h 16m 48s                  |       |
| 27 de setembre de 1981 | Ian Ray                                 | Anglaterra   | 2h 15m 42s                  |       |
| 26 de setembre de 1982 | Domingo Tibaduiza                       | Colòmbia     | 2h 14m 47s                  |       |
| 25 de setembre de 1983 | Karel Lismont                           | Bèlgica      | 2h 13m 37s                  |       |
| 30 de setembre de 1984 | John Skovbjerg                          | Dinamarca    | 2h 13m 35s                  |       |
| 29 de setembre de 1985 | Jimmy Ashworth                          | Regne Unit   | 2h 11m 43s                  |       |
| 28 de setembre de 1986 | Boguslaw Psujek                         | Polònia      | 2h 11m 03s                  |       |
| 4 d'octubre de 1987    | Suleiman Nyambui                        | Tanzània     | 2h 11m 11s                  |       |
| 9 d'octubre de 1988    | Suleiman Nyambui                        | Tanzània     | 2h 11m 45s                  |       |
| 1 d'octubre de 1989    | Alfredo Shahanga                        | Tanzània     | 2h 10m 11s                  |       |
| 30 de setembre de 1990 | Steve Moneghetti                        | Austràlia    | 2h 08m 16s                  |       |
| 29 de setembre de 1991 | Steve Brace                             | Regne Unit   | 2h 10m 57s                  |       |
| 27 de setembre de 1992 | David Tsebe                             | Sud-àfrica   | 2h 08m 07s                  |       |
| 26 de setembre de 1993 | Xolile Yawa                             | Sud-àfrica   | 2h 10m 57s                  |       |
| 25 de setembre de 1994 | António Pinto                           | Portugal     | 2h 08m 31s                  |       |
| 24 de setembre de 1995 | Sammy Lelei                             | Kenya        | 2h 07m 02s                  |       |
| 29 de setembre de 1996 | Abel Antón                              | Espanya      | 2h 09m 15s                  |       |
| 28 de setembre de 1997 | Elijah Lagat                            | Kenya        | 2h 07m 41s                  |       |
| 20 de setembre de 1998 | Ronaldo da Costa                        | Brasil       | 2h 06m 05s (rècord mundial) |       |
| 26 de setembre de 1999 | Josephat Kiprono                        | Kenya        | 2h 06m 44s                  |       |
| 10 de setembre de 2000 | Simon Biwott                            | Kenya        | 2h 07m 42s                  |       |
| 30 de setembre de 2001 | Joseph Ngolepus                         | Kenya        | 2h 08m 47s                  |       |
| 29 de setembre de 2002 | Raymond Kipkoech                        | Kenya        | 2h 06m 47s                  |       |
| 28 de setembre de 2003 | Paul Tergat                             | Kenya        | 2h 04m 55s (rècord mundial) |       |
| 26 de setembre de 2004 | Felix Limo                              | Kenya        | 2h 06m 44s                  |       |
| 25 de setembre de 2005 | Philip Manyim                           | Kenya        | 2h 07m 41s                  |       |
| 24 de setembre de 2006 | Haile Gebrselassie                      | Etiòpia      | 2h 05m 56s                  |       |
| 30 de setembre de 2007 | Haile Gebrselassie                      | Etiòpia      | 2h 04m 26s (rècord mundial) |       |
| 28 de setembre de 2008 | Haile Gebrselassie                      | Etiòpia      | 2h 03m 59s (rècord mundial) |       |
| 20 de setembre de 2009 | Haile Gebrselassie                      | Etiòpia      | 2h 06m 08s                  |       |
| 26 de setembre de 2010 | Patrick Makau Musyoki                   | Kenya        | 2h 05m 08s                  |       |
| 25 de setembre de 2011 | Patrick Makau Musyoki                   | Kenya        | 2h 03m 38s (rècord mundial) | [ 4 ] |
| 30 de setembre de 2012 | Geoffrey Mutai                          | Kenya        | 2h 04m 15s                  |       |
| 29 de setembre de 2013 | Wilson Kipsang Kiprotich                | Kenya        | 2h 03m 23s (rècord mundial) |       |
| 28 de setembre de 2014 | Dennis Kipruto Kimetto                  | Kenya        | 2h 02m 57s (rècord mundial) | [ 5 ] |
| 27 de setembre de 2015 | Eliud Kipchoge                          | Kenya        | 2h 04m 00s                  |       |
| 25 de setembre de 2016 | Kenenisa Bekele                         | Etiòpia      | 2h 03m 03s                  | [ 6 ] |
| 24 de setembre de 2017 | Eliud Kipchoge                          | Kenya        | 2h 03m 32s                  |       |
| 18 de setembre de 2018 | Eliud Kipchoge                          | Kenya        | 2h 01m 39s (rècord mundial) |       |
| 29 de setembre de 2019 | Kenenisa Bekele                         | Etiòpia      | 2h 01m 41s                  |       |
| 2020                   | Cancel·lada per la Pandèmia de COVID-19 |              |                             |       |
| 26 de setembre de 2021 | Guye Adola                              | Etiòpia      | 2h 05m 45s                  |       |

| Data                   | Guanyador                             | Nacionalitat | Registre                    | Ref.  |
| ---------------------- | ------------------------------------- | ------------ | --------------------------- | ----- |
| 13 d'octubre de 1974   | Jutta von Haase                       | Alemanya     | 3h 22m 01s                  |       |
| 28 de setembre de 1975 | Christin Bochröder                    | Alemanya     | 2h 59m 15s                  |       |
| 26 de setembre de 1976 | Jutta von Haase                       | Alemanya     | 3h 05m 19s                  |       |
| 10 de setembre de 1977 | Christa Vahlensieck                   | Alemanya     | 2h 34m 48s (rècord mundial) | [ 7 ] |
| 3 de setembre de 1978  | Ursula Blaschke                       | Alemanya     | 2h 57m 09s                  |       |
| 30 de setembre de 1979 | Jutta von Haase                       | Alemanya     | 3h 07m 06s                  |       |
| 28 de setembre de 1980 | Gerlinde Püttmann                     | Alemanya     | 2h 47m 18s                  |       |
| 27 de setembre de 1981 | Angelika Stephan                      | Alemanya     | 2h 47m 23s                  |       |
| 26 de setembre de 1982 | Jean Lochhead                         | Regne Unit   | 2h 47m 04s                  |       |
| 25 de setembre de 1983 | Karen Holdsworth                      | Regne Unit   | 2h 40m 32s                  |       |
| 30 de setembre de 1984 | Agnes Sipka                           | Hongria      | 2h 39m 32s                  |       |
| 29 de setembre de 1985 | Magda Ilands                          | Bèlgica      | 2h 34m 10s                  |       |
| 28 de setembre de 1986 | Charlotte Teske                       | Alemanya     | 2h 32m 10s                  |       |
| 4 d'octubre de 1987    | Kerstin Pressler                      | Alemanya     | 2h 31m 22s                  |       |
| 9 d'octubre de 1988    | Renata Kokowska                       | Polònia      | 2h 29m 16s                  |       |
| 1 d'octubre de 1989    | Päivi Tikkanen                        | Finlàndia    | 2h 28m 45s                  |       |
| 30 de setembre de 1990 | Uta Pippig                            | RDA          | 2h 28m 37s                  |       |
| 29 de setembre de 1991 | Renata Kokowska                       | Polònia      | 2h 27m 36s                  |       |
| 27 de setembre de 1992 | Uta Pippig                            | Alemanya     | 2h 30m 22s                  |       |
| 26 de setembre de 1993 | Renata Kokowska                       | Polònia      | 2h 26m 20s                  |       |
| 25 de setembre de 1994 | Katrin Dörre-Heinig                   | Alemanya     | 2h 25m 15s                  |       |
| 24 de setembre de 1995 | Uta Pippig                            | Alemanya     | 2h 25m 36s                  |       |
| 29 de setembre de 1996 | Colleen de Reuck                      | Sud-àfrica   | 2h 26m 35s                  |       |
| 28 de setembre de 1997 | Catherina McKiernan                   | Irlanda      | 2h 23m 44s                  |       |
| 20 de setembre de 1998 | Marleen Renders                       | Bèlgica      | 2h 25m 22s                  |       |
| 26 de setembre de 1999 | Tegla Loroupe                         | Kenya        | 2h 20m 43s (rècord mundial) | [ 7 ] |
| 10 de setembre de 2000 | Kazumi Matsuo                         | Japó         | 2h 26m 15s                  |       |
| 30 de setembre de 2001 | Naoko Takahashi                       | Japó         | 2h 19m 46s (rècord mundial) | [ 7 ] |
| 29 de setembre de 2002 | Naoko Takahashi                       | Japó         | 2h 21m 49s                  |       |
| 28 de setembre de 2003 | Yasuko Hashimoto                      | Japó         | 2h 26m 32s                  |       |
| 26 de setembre de 2004 | Yoko Shibui                           | Japó         | 2h 19m 41s                  |       |
| 25 de setembre de 2005 | Mizuki Noguchi                        | Japó         | 2h 19m 12s                  |       |
| 24 de setembre de 2006 | Gete Wami                             | Etiòpia      | 2h 21m 34s                  |       |
| 30 de setembre de 2007 | Gete Wami                             | Etiòpia      | 2h 23m 17s                  |       |
| 28 de setembre de 2008 | Irina Mikitenko                       | Alemanya     | 2h 19m 19s                  |       |
| 20 de setembre de 2009 | Atsede Habtamu                        | Etiòpia      | 2h 24m 46s                  |       |
| 26 de setembre de 2010 | Aberu Kebede                          | Etiòpia      | 2h 23m 58s                  |       |
| 25 de setembre de 2011 | Florence Jebet Kiplagat               | Kenya        | 2h 19m 44s                  |       |
| 30 de setembre de 2012 | Aberu Kebede                          | Etiòpia      | 2h 20m 30s                  |       |
| 29 de setembre de 2013 | Florence Kiplagat                     | Kenya        | 2h 21m 13s                  |       |
| 28 de setembre de 2014 | Tirfi Tsegaye                         | Etiòpia      | 2h 20m 18s                  |       |
| 27 de setembre de 2015 | Gladys Cherono                        | Kenya        | 2h 19m 25s                  |       |
| 25 de setembre de 2016 | Aberu Kebede                          | Etiòpia      | 2h 20m 45s                  |       |
| 24 de setembre de 2017 | Glays Cherono                         | Kenya        | 2h 20m 23s                  |       |
| 18 de setembre de 2018 | Gladys Cherono                        | Kenya        | 2h 18m 11s                  |       |
| 29 de setembre de 2019 | Ashete Bekere                         | Etiòpia      | 2h 20m 14s                  |       |
| 2020                   | Cancelada per la Pandèmia de COVID-19 |              |                             |       |
| 26 de setembre de 2021 | Gotytom Gebreslase                    | Etiòpia      | 2h 20m 09s                  |       |